# 薩朗河
35°04′N 69°14′E / 35.067°N 69.233°E
薩朗河（波斯語：‎），是阿富汗的河流，流經帕爾旺省，屬於戈爾班德河的支流，發源自興都庫什山脈中部，河道全長約30公里，流域面積約500平方公里。